# Fontangy
Fontangy är en kommun i departementet Côte-d'Or i regionen Bourgogne-Franche-Comté i östra Frankrike. Kommunen ligger i kantonen Précy-sous-Thil som tillhör arrondissementet Montbard. År 2022 hade Fontangy 157 invånare.

## Befolkningsutveckling
Antalet invånare i kommunen Fontangy
Referens:INSEE